# Anna Maria Jopek
Anna Maria Jopek (née le 14 décembre 1970 à Varsovie) est une chanteuse, musicienne et productrice polonaise. 
Elle a représenté la Pologne dans le Concours Eurovision de la chanson 1997 et elle a collaboré à un album avec le guitariste de jazz Pat Metheny en 2002. Elle est le destinataire de nombreux prix pour sa musique, en incluant le Prix Personnel de Michel Legrand de Vitebsk en 1994, aussi bien que tous les prix pour la musique en Pologne, ensemble avec les dossiers d'or et de platine. Elle est mariée au journaliste de musique populaire et photographe Marcin Kydrynski et a deux fils, Franciszek (né en 1998) et Stanisław (né en 2000).

## Discographie

### Albums
- Ale jestem (1997)
- Szeptem (1998)
- Jasnosłyszenie (1999)
- Dzisiaj z Betleyem (1999)
- Bosa (2000)
- Barefoot (international edition of Bosa) (2002)
- Nienasycenie (2002)
- Farat (live) (2003)
- Secret (2005)
- Niebo (2005)
- ID (2007)
- Upojenie (avec Pat Metheny) (2008)
- BMW Jazz Club Volume 1: Jo & Co (live) (2008)
- Haiku (2011)
- Sobremesa (2011)
- Polanna (2011)
- Minione (2017)
- Czas kobiety (2017)
- Ulotne (2018)

### Singles
- 1996 Chwilozofia 32-bitowa
- 1997 Ale jestem
- 1997 Joszko Broda
- 1997 Wiem i Chcę
- 1997 Nie przychodzisz mi do głowy
- 1998 Cud niepamięci
- 1998 Przed rozstaniem
- 1999 Ja wysiadam
- 1999 Księżyc jest niemym posłańcem
- 1999 Na całej połaci śnieg
- 1999 Nadzieja nam się stanie
- 2000 Smutny Bóg
- 2000 Ślady po Tobie
- 2000 Szepty i łzy
- 2000 Jeżeli chcesz
- 2001 Henry Lee / Tam, gdzie rosną dzikie róże
- 2001 Upojenie
- 2002 Na dłoni
- 2002 O co tyle milczenia
- 2002 I pozostanie tajemnicą
- 2003 Małe dzieci po to są
- 2003 Tam, gdzie nie sięga wzrok
- 2003 Mania Mienia
- 2004 Możliwe
- 2005 Gdy mówią mi
- 2006 A gdybyśmy nigdy się nie spotkali
- 2007 Teraz i tu
- 2007 Zrób, co możesz
- 2007 Skłamałabym
- 2008 Cisza na skronie, na powieki słońce

## Récompenses et distinctions
- Paszport Polityki
  - 2002 Lauréate dans la catégorie Scène